# Xã Good Hope, Quận Itasca, Minnesota
Xã Good Hope (tiếng Anh: Good Hope Township) là một xã thuộc quận Itasca, tiểu bang Minnesota, Hoa Kỳ. Năm 2010, dân số của xã này là 99 người.